# Piscicultură
Piscicultura este o ramură a acvaculturii, care se ocupă cu creșterea, reproducerea și îmbunătățirea calitativă și cantitativă a populațiilor piscicole în apele naturale și în cele amenajate, dar și cu selecția, furajarea, fluctuația populațiilor piscicole, exploatarea și reglementarea pescuitului, paza, importul de icre embrionate, lapți conservați sau pești. 

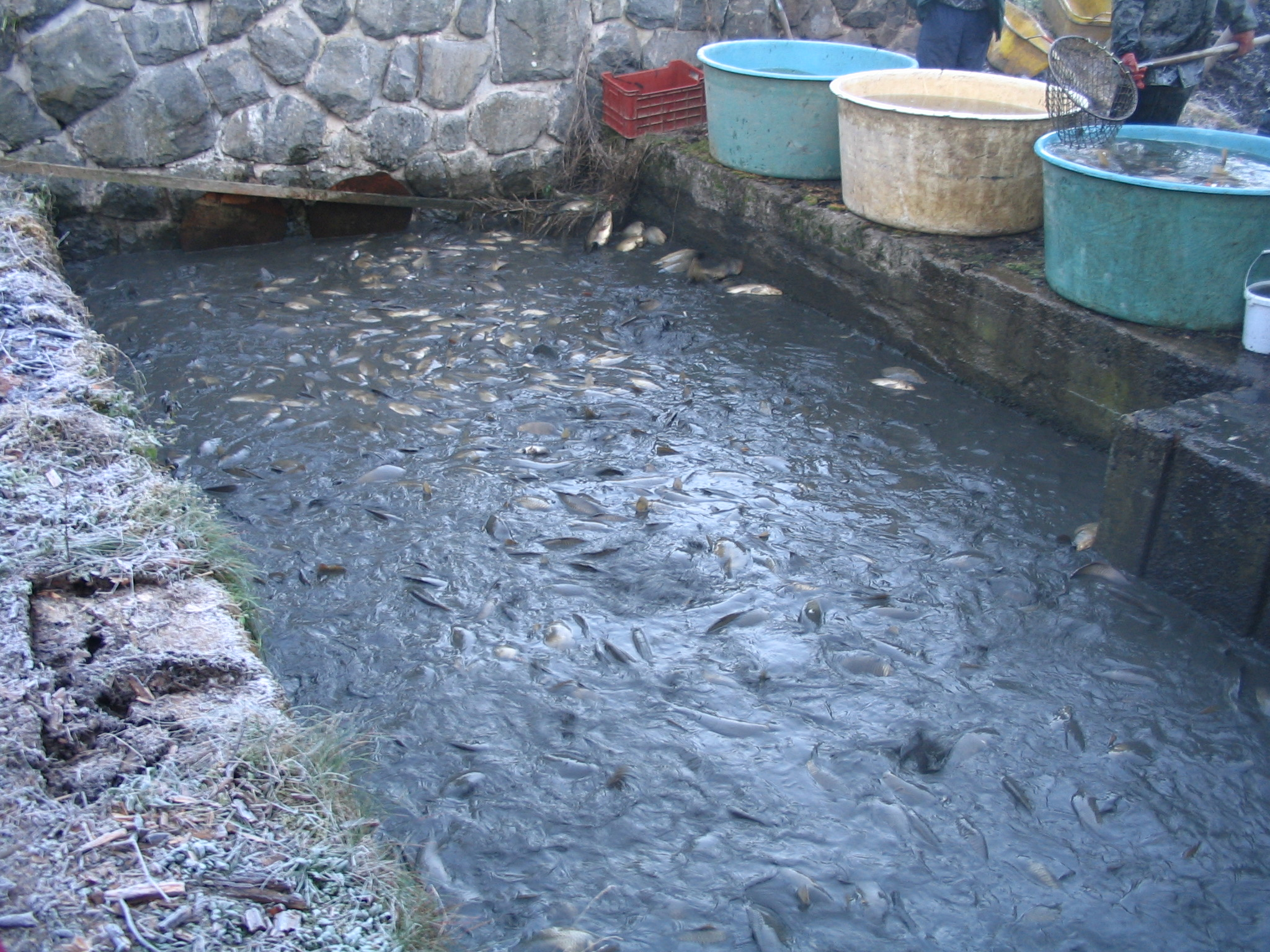
Bazin piscicol

În România a fost înființată Autoritatea Națională pentru Pescuit și Acvacultură, ca entitate unică pentru stabilirea politicilor în domeniu.  

## Piscicultura în România

### Scurt istoric
Primele documente privind creșterea peștelui pe teritoriul României, datează din secolul al XII-lea, din anul 1169 în Transilvania, 1247 în Muntenia și 1421 în Moldova și se referă la existenta a numeroase iazuri " și "râmnice" și la peștii care le populau. De asemenea sunt numeroase referiri la pescuit și piscicultură în documentele oficiale din secolele XIV-XIX pe teritoriul actual al României.
Începutul pisciculturii sistematice datează din a doua jumătate a secolului al XIX-lea în Transilvania și Bucovina, prin modernizarea crescătoriilor de la Solontea și Cozmeni. Prima carte de piscicultură Gospodaria de heleștee și creșterea peștelui cu considerațiuni speciale privind construcția heleșteielor și creșterea peștelui, a fost scrisă în 1908 de către Z. Trinks, șeful pepinierei piscicole Cozmeni.
Dezvoltarea pisciculturii moderne în România începe odată cu aplicarea primei legi a pescuitului din 1896, a lui Grigore Antipa, urmată de abordarea modernă a pescuitului și pisciculturii, protecția și exploatarea rațională a fondului piscicol. Sunt înființate unități de cercetare: „Institutul de Hidrobiologie Constanța” în 1926 (actualul I.R.C.M.), „Școala de Pescărie și Piscicultură Giurgiu” (1928), „Stațiunile de Cercetări Piscicole Tulcea” (1931), cele de la Tarcău (1931), Nucet (1941), „Institutul de Cercetări Piscicole al României” (1940). 
În perioada comunistă (1944-1990), are loc înființarea învățământului superior de specialitate prin „Institutul de piscicultură și pescuit Constanța” (1948), dezvoltarea unităților de cercetare existente, creșterea suprafeței amenajate de la câteva sute de ha în 1945 la 85.578 ha și construirea a 4 fabrici de conserve și de 28 pentru semiconserve.
Începând cu anul 1990, are loc scăderea drastică a producției piscicole și reducerea capacităților de industrializare în special datorită unei puternice manifestări anticentraliste.  
Situația producției peștilor din piscicultură în România în 2005 .
| Nume științific             | Denumire populară | Cantitate (tone) | %     |
| --------------------------- | ----------------- | ---------------- | ----- |
| Abramis brama               | Plătica           | 60               | 0,82  |
| Cyprinus carpio             | Crap              | 2256             | 30,98 |
| Carassius auratus gibelio   | Caras             | 1139             | 15,65 |
| Hypophthalmichthys molitrix | Sânger            | 1562             | 21,44 |
| Hypophthalmichthys nobilis  | Novac             | 921              | 12,64 |
| Esox lucius                 | Știuca            | 25               | 0,34  |
| Silurus glanis              | Somn              | 124              | 1,7   |
| Stizostedion lucioperca     | Șalău             | 32               | 0,44  |
| Salmo trutta fario          | Păstrăv indigen   | 84               | 1,15  |
| Salvelinus fontinalis       | Păstrăv fântânel  | 152              | 2,08  |
| Carassius carassius         | Caracudă          | 59               | 0,81  |
| Oncorhynchus mykiss         | Păstrăv curcubeu  | 815              | 11,20 |
|                             | Alte specii       | 55               | 0,75  |
|                             | TOTAL             | 7284             | 100   |

În anul 2014, în România, necesarul de pește este susținut în proporție de 87% din importuri și numai 13% din producție internă. Consumul a scăzut dramatic de la 8,5 kilograme în 1990, la numai 4 kilograme în 2014.